# Pak Tai To Yan
Pak Tai To Yan (kinesiska: 北大刀屻) är ett berg i Hongkong (Kina). Det ligger i den norra delen av Hongkong. Toppen på Pak Tai To Yan är 380 meter över havet.
Terrängen runt Pak Tai To Yan är kuperad åt sydost, men åt nordväst är den platt. Runt Pak Tai To Yan är det mycket tätbefolkat, med 2 521 invånare per kvadratkilometer. Närmaste större samhälle är Kowloon, 17,5 km söder om Pak Tai To Yan. I omgivningarna runt Pak Tai To Yan växer i huvudsak städsegrön lövskog.